# مارتن استکلنبرگ
مارتن استکلنبرگ (هلندی: Maarten Stekelenburg؛ زادهٔ ۲۲ سپتامبر ۱۹۸۲) بازیکن فوتبال حرفه‌ای اهل هلند است. او بازیکن تیم فوتبال اورتون انگلستان و همچنین تیم ملی فوتبال هلند است. او در آکادمی فوتبال جوانان آژاکس پرورش یافته‌است.